# صندوق الإسكان الاجتماعي ودعم التمويل العقاري
صندوق الإسكان الاجتماعي ودعم التمويل العقاري هي هيئة حكومية مصرية تابعة لوزارة الإسكان والمرافق والمجتمعات العمرانية، أنشأت بالقانون رقم 93 لسنة 2018، نتيجة دمج صندوق تمويل الإسكان الاجتماعي وصندوق ضمان ودعم نشاط التمويل العقاري. أنشأ الصندوق بغرض القيام على شئون التمويل العقاري وكذلك إنشاء وطرح وحدات الإسكان الاجتماعي للطبقات منخفضة ومتوسطة الدخل، في التسع سنوات بين 2014 و2023 تم بناء 649 ألف وحدة تتبع مشروع الإسكان الاجتماعي (المعروف بالمليون وحدة ولاحقا سكن كل المصريين)، بواقع 72 ألف وحدة في السنة. حتى سبتمبر 2023 كان قد تم تخصيص  535 ألف وحدة منهم إلى المتقدمين من منخفضي ومتوسطي الدخل بواقع حوالي 60 ألف وحدة في السنة.

## تاريخ الصندوق
يرجع تاريخ صندوق الإسكان الاجتماعي إلى سبعينيات القرن العشرين. فتم إنشاء صندوق تمويل مشروعات الإسكان الاقتصادى سنة 1976، كأول جهة مركزية تتمتع بإيرادات موجهة يتم استقطاعها من إيرادات عامة عدة لتمويل بناء الإسكان الاجتماعي. لم يستمر الصندوق سوى ثلاث سنوات عندما تمت لامركزية عملية توفير المساكن الاجتماعية سنة 1979 من خلال المحافظات وإنشاء حساب أو صندوق للإسكان بكل محافظة. في الوقت نفسه تم إنشاء صندوق مركزي آخر وهو صندوق تمويل المساكن التى تقيمها وزارة التعمير والمجتمعات الجديدة لبناء المساكن بالمدن الجديدة التي بدأ برنامج لها في أواخر السبعينيات مع إنشاء هيئة المجتمعات العمرانية الجديدة.
ظلت هذه الآلية متبعة لنحو عقدين، يتم تمويل البناء من خلال الصناديق، وتمويل المتقدمين لشرائها من خلال قرض تعاوني بفائدة مدعمة، كانت على سبيل المثال 5% سنة 1996. تم تطبيق هذه الآلية على وحدات الإسكان الاقتصادي، والإسكان منخفض التكاليف وإ سكان الشباب، وإسكان المستقبل.
في سنة 2003 تم إنشاء صندوق ضمان ودعم نشاط التمويل العقاري بعد سنتين من إقرار أول قانون للتمويل العقاري في مصر، لدعم محدودي الدخل في الحصول على التمويل العقاري. تبع الصندوق وزير الإستثمار، وبدأ نشاطه الرئيس من بعد تأسيس الهيئة العامة للرقابة المالية سنة 2009 والتي تولت ضمن مهامها الرقابة والاشراف على قطاع التمويل العقاري، وبدء إمداد مراحل متأخرة من مشروع الإسكان القومي (2005 — 2012) بالتمويل العقاري بدلا من القروض التعاونية.
مثلت فائدة السوق المرتفعة عقبة أمام التوسع في التمويل العقاري مما أدى إلى إصدار البنك المركزي مبادرة التمويل العقاري لمحدودي الدخل قي فبراير 2014 والتي قام من خلالها بدعم فائدة القروض لتنخفض إلى 7%. بعدها بأشهر تم إنشاء صندوق تمويل الإسكان الاجتماعي التابع لوزارة الإسكان والذي تولى إدارة مشروع الإسكان الاجتماعي والمعروف بالمليون وحدة.
في سنة 2018 تم دمج صندوق تمويل الإسكان الاجتماعي وصندوق ضمان ودعم نشاط التمويل العقاري لإنشاء صندوق الإسكان الاجتماعي ودعم التمويل العقاري ليتبع وزارة الإسكان.

## الأهداف
بحسب القانون يتلخص أهداف الصندوق فيما يلي:
- تمويل وإدارة وإنشاء وبيع وإيجار الوحدات السكنية لبرنامج الإسكان الاجتماعي، والخدمات والأنشطة التجارية والمهنية اللازمة لهذه الوحدات.
- توفير قطع أراض معدة للبناء بحد أقصى 400 م2، ووحدات سكنية بحد أقصى 120 م2، لمتوسطي الدخل، وكذلك إتاحة أراض للقطاع الخاص لإنشاء وحدات سكنية لبرنامج الإسكان الاجتماعي.
- دعم نشاط التمويل العقاري في مجال بيع المساكن أو الانتفاع بها أو إيجارها.
- ضمان مخاطر عدم السداد للمتعاملين بقانون التمويل العقاري.

## وصلات خارجية
- الموقع الرسمي للصندوق.
- الصفحة الرسمية للصندوق على موقع فيس بوك.
- الموقع القديم 2010 — 2022 (مؤرشف)